# Síndrome de retracción de Duane
El síndrome de Duane o síndrome de Stilling-Türk-Duane es una alteración congénita de la movilidad ocular, que se produce debido a una inervación anómala del músculo del recto lateral del ojo.Esta condición impide el movimiento ocular horizontal, con ausencia de movimiento hacia afuera y deficiencia de movimiento hacia adentro.

## Historia
Fue descrito por primera vez por Stilling en el año 1887, y más tarde por Türk, pero hasta el año 1905 no fue descrito detalladamente. Lo hizo el científico que da nombre a este síndrome, Alexander Duane  

## Epidemiología
Es prevalente en mujeres, frecuentemente familiar, y se asemeja a una parálisis -de hecho, muchos médicos suelen diagnosticarlo como tal-. Generalmente es unilateral, afectándose con mayor frecuencia el ojo izquierdo.
La prevalencia del síndrome de retracción de Duane (SDR) se estima entre 1/1000 y 1/10 000 en la población general, lo que representa aproximadamente entre el 1 % y el 5 % de todos los casos de estrabismo. Afecta con mayor frecuencia a las mujeres que a los hombres.

## Cuadro clínico
Normalmente se asocia con el Síndrome de Klippel-Feil, lo que traduce en malformaciones en la cara, las orejas y los dientes. Es de carácter probable autosómico dominante. El síndrome de Duane suele producir tropía -es decir, estrabismo- y tortícolis -posición anómala de la cabeza debido a que el sujeto mueve el cuello con frecuencia para obtener mayor campo visual-.

## Clasificación
Se han descrito diferentes clasificaciones de esta enfermedad, siendo la más afectada la que realizó Huber, basada en los hallazgos obtenidos mediante electromiografía.
- Duane Tipo I: es el más frecuente de todos. El que lo padece carece de actividad eléctrica en el recto lateral en la abducción, pero si en la aducción.
- Duane Tipo II: existe actividad eléctrica en el recto lateral tanto en abducción como en aducción, lo que supone una disminución del campo de visión al existir una cierta limitación de movimientos.
- Duane Tipo III: existe una contracción de ambos músculos horizontales, recto medio y recto lateral, tanto en abducción como en aducción, lo que supone ausencia de estos movimientos.